# Josep Maria Pous

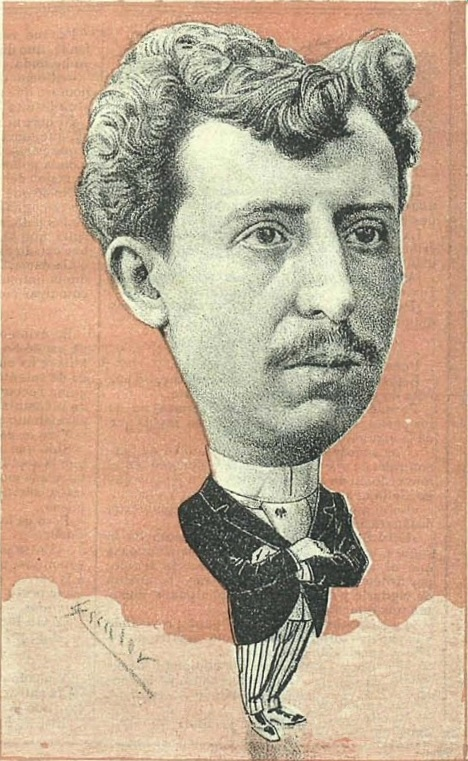
Josep Maria Pous, 1891.

Josep Maria Pous, född 1854 i Figueres (Girona), död 1924 i Barcelona, var en katalansk dramatiker.
Pous utövade jämte affärsverksamhet ett produktivt dramatiskt författarskap, som började med komedin Per una solfa (1882). Av hans till ett fyrtiotal uppgående arbeten på vers och prosa förtjänar omnämnas Lo patró aranya (1883), Inocents (1885), Tot per las donas (1886), Seguros matrimonials, Indicis (1887), Mala nit (1888), Un dinar á Miramar (1890), Viva 'l divorci! (1891), alla skrivna på katalanska, samt Madame Lili (1888), Tres pierrots (1889), El gorro de Fermin (1893) med flera skrivna på kastiljanska.